# Дом И. С. Нестерова
Дом И. С. Нестерова — старинное здание в историческом центре Нижнего Новгорода в непосредственной близости от Нижегородского кремля. Построено в 1823 году по проекту академика архитектору И. Е. Ефимова в стиле русского классицизма.
Одно из старейших каменных зданий Нижнего Новгорода. Выведено из-под охраны государства.

## История
Иван Савельевич Нестеров, торговец печным хлебом, стал одним из строителей первоначального комплекса зданий Нижегородской ярмарки, перебравшись на жительство в Нижний Новгород и записавшись в местное мещанство.
1 июня 1822 года на склоне Ильинской горы, при спуске к Нижнепосадскому гостиному двору, он выкупил участок земли и по утверждённому 26 августа 1823 года проекту знаменитого архитектора И. Е. Ефимова выстроил трёхэтажный каменный дом в пять окон по главному фасаду.
Первый этаж здания был горизонтально рустован. Окна второго этажа получили вверху рельефные наличники, третьего — циркулярный верх и наборы балясин в ширинках под окнами. Дом оценивался в огромную для того времени сумму в 10 тыс. рублей.
9 мая 1832 года И. Е. Ефимов спроектировал для И. Нестерова рядом по склону двухэтажный на сводчатых подвалах флигель со схожим архитектурно-художественным решением фасада, а также ворота въезда во двор по образцовому проекту. Летом того же года усадьба Нестерова была полностью отстроена. Сохранился от неё только главный дом.